# Ungmennafélagið Afturelding (håndbold)
Ungmennafélagið Afturelding er en islandsk håndboldklub, hjemmehørende i Mosfellsbær, Island. Klubben blev etableret i 1909 og har Einar Andri Einarsson som cheftræner for herreholdet og Daði Hafþórsson for kvindeholdet. Hjemmekampene bliver spillet i Íþróttamiðstöðin Varmá. Begge hold spiller pr. 2020, i Úrvalsdeild karla og Úrvalsdeild kvenna.